# Floresta ombrófila mista
Floresta ombrófila mista, também mata de araucária, floresta de araucária ou araucarieto, dentre outros nomes, é um ecossistema com chuva durante o ano todo, normalmente em altitudes elevadas, e que contém espécies de Gymnosperma, notavelmente a Araucaria angustifolia.
Encontrada no Brasil nos estados de Santa Catarina, Paraná, Rio Grande do Sul e de forma esparsa nos estados de São Paulo e Minas Gerais, faz parte do bioma mata atlântica, e é caracterizada pela presença da Araucaria angustifolia que nela imprime um aspecto próprio e único.
As florestas de araucária também foram definidas como uma ecorregião de floresta tropical no domínio da Mata Atlântica pelo WWF.

## Localização
A floresta de araucária, quando do descobrimento do Brasil, se estendia numa faixa contínua, no Planalto Meridional, desde o sul do estado de São Paulo até o norte do Rio Grande do Sul chegando à província de Misiones na Argentina. Outras manchas esparsas existiam nos estados de São Paulo, Mato Grosso do Sul, Minas Gerais, Rio de Janeiro e Espirito Santo. O habitat perfeito são regiões altas de 400m até 1000m, sendo que são encontrados alguns exemplares de Pinheiro-do-paraná (Araucaria angustifolia), árvore característica da floresta de araucária, também até a 1800m de altitude, por exemplo, na Serra da Mantiqueira.

## Clima
O clima da região é subtropical, com chuvas regulares e estações relativamente bem definidas: o inverno é normalmente frio, com geadas, ocasionalmente neve e até temperaturas negativas em alguns municípios de Rio Grande do Sul, Santa catarina, Paraná e São Paulo e o verão razoavelmente quente. As temperaturas variam até 30°C, no verão.
A umidade relativa do ar está relacionada à temperatura, com influência da altitude. Assim, nas zonas mais elevadas, a temperatura não é suficientemente elevada, diminuindo a umidade produzida pelas chuvas. As médias mais elevadas são resultados da influência oceânica sobre o clima e da transpiração dos componentes das matas pluviais existentes. Os maiores índices pluviométricos são registrados nos planaltos, com chuvas bem distribuídas por toda região.

## Relevo

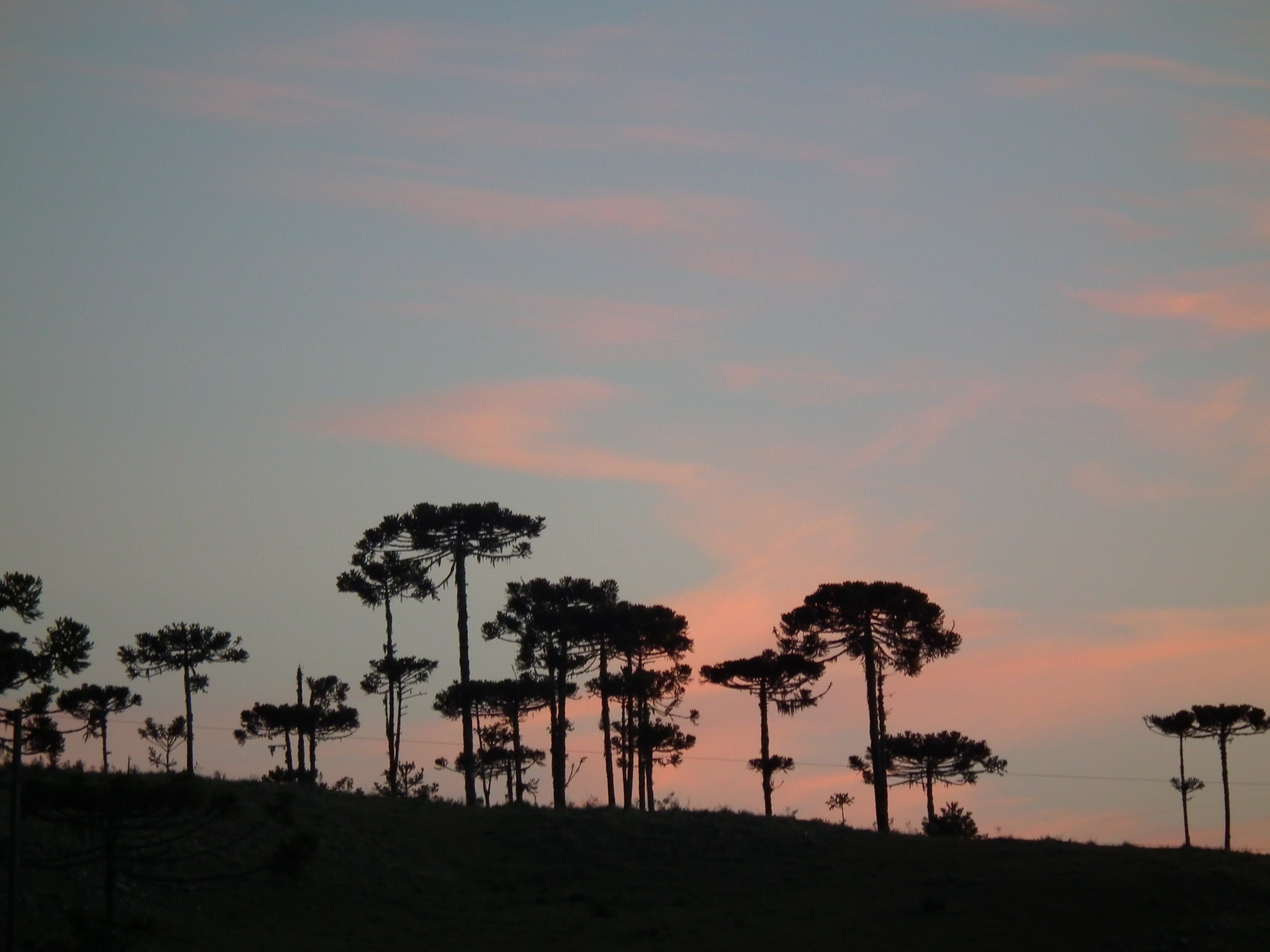
Araucarias na Serra Catarinense

O Estado do Paraná, de Santa Catarina e do Rio Grande do Sul são formados, em sua maior extensão, por escarpas de estratos e planaltos que declinam suavemente em direção a oeste e noroeste. Apresentam grandes regiões geográficas naturais ou grandes paisagens naturais (zona litorânea - orla marinha e orla da serra, Serra do Mar, planaltos, planícies costeiras, serras litorâneas e planalto ocidental).

## Fauna

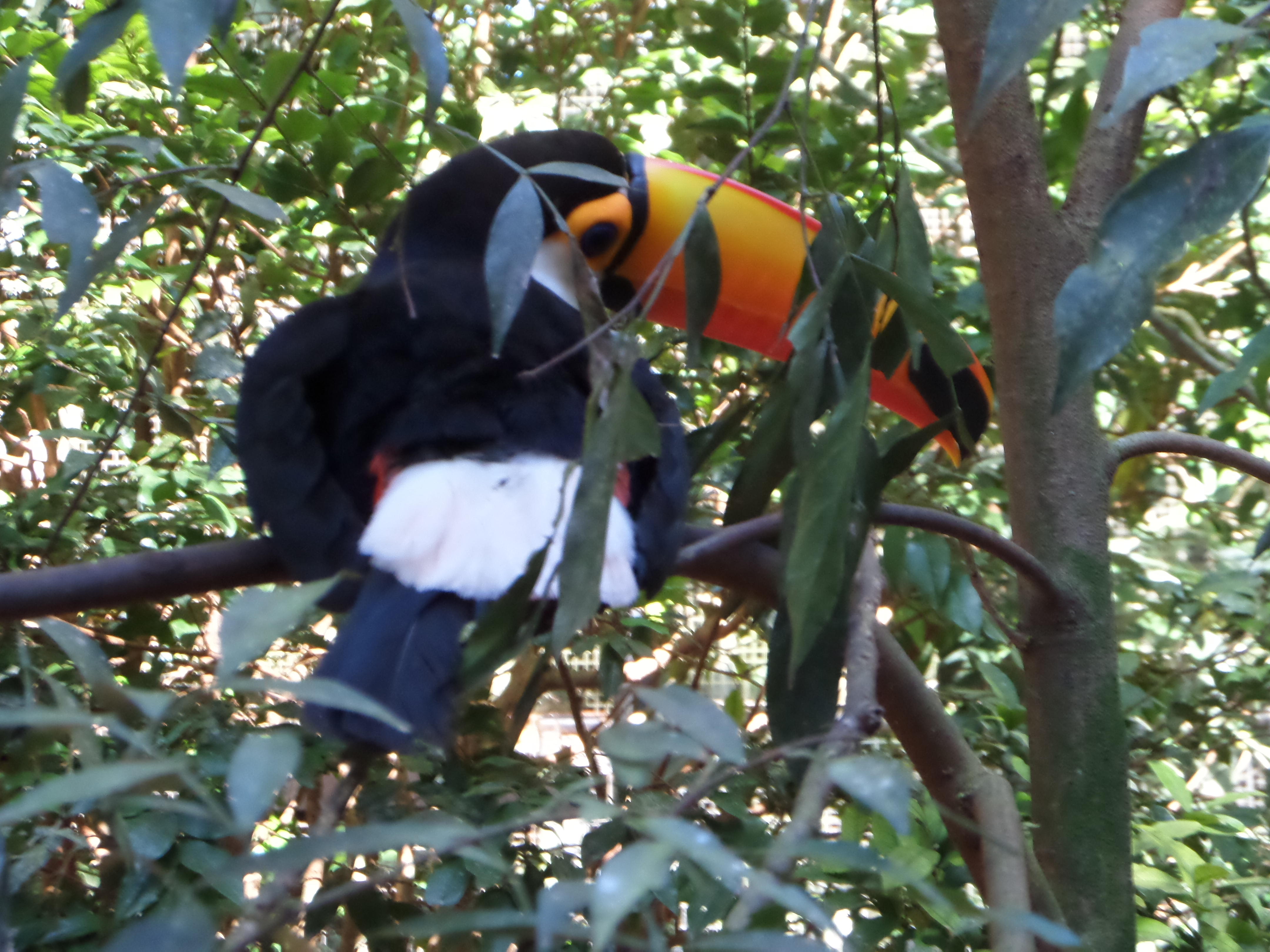
Tucano, ave presente no bioma

É um dos ecossistemas mais ricos em relação à biodiversidade de espécies animais, contando com indivíduos endêmicos, raros, ameaçados de extinção, espécies migratórias, cinegéticas e de interesse econômico da Floresta Atlântica e Campos Sulinos.
Várias espécies estão ameaçadas de extinção: a onça-pintada, a onça-parda, a jaguatirica, o mono-carvoeiro, o macaco-prego, o guariba, o mico-leão-dourado, vários sagüis, a preguiça-de-coleira, o caxinguelê, e o tamanduá.
Entre as aves destacam-se o jacu, o macuco, a jacutinga, o tiê-sangue, a araponga, o sanhaço, numerosos beija-flores, tucanos, saíras, gaturamos, além do Papagaio-da-serra e Papagaio-de-peito-roxo cuja sobrevivência dessas duas espécies esta diretamente atrelada à sobrevivência da Floresta com Araucária.
Entre os principais répteis desse ecossistema estão o teiú (um lagarto de mais de 1,5m de comprimento), jibóias, jararacas e corais verdadeiras. Numerosas espécies da flora e da fauna são únicas e características: a maioria das aves, répteis, anfíbios e borboletas são endêmicas, ou seja, são encontradas apenas nesse ecossistema. Nela sobrevivem mais de 20 espécies de primatas, a maior parte delas endêmicas.

## Flora

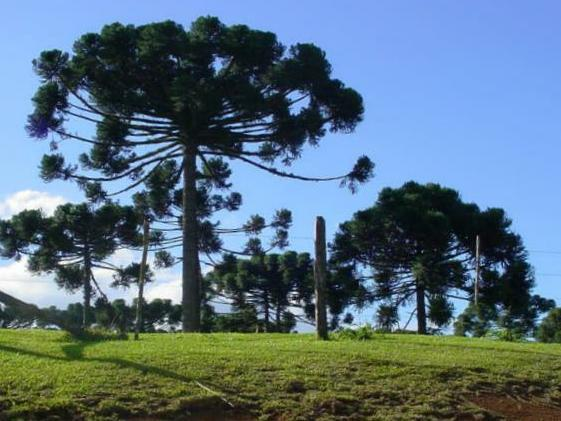
Mata de Araucárias em Almirante Tamandaré, Paraná, Brasil.

A floresta com araucária ou floresta ombrófila mista apresenta em sua composição florísticas espécies de lauráceas como a imbuia (Ocotea porosa), o sassafrás (Ocotea odorifera), a canela-lageana (Ocotea pulchella), além de diversas espécies conhecidas por canelas. Merecem destaque também a erva-mate (Ilex paraguariensis) e a caúna (Ilex theezans), entre outras aquifoliáceas. Diversas espécies de leguminosas (jacarandá, caviúna e monjoleiro) e mirtáceas (sete-capotes, guabiroba, pitanga) também são abundantes na floresta com araucária, associadas também à coníferas como o pinheiro-bravo (Podocarpus lambertii).
Saueressig (2012) apresentou o resultado de um levantamento dendrológico realizado nos planaltos do sul brasileiro, acima da cota 500 m s.n.m, onde foram percorridas diversas rotas, de forma que cobrissem grande parte da área atual de ocorrência da Floresta Ombrófila Mista, abrangendo as diferentes zonas fitofisionômicas e fitoecológicas dessa tipologia. Foi registrada a presença de 328 espécies, pertencentes a 165 gêneros e 65 famílias botânicas. As famílias com maior número de espécies foram: Myrtaceae (59), Fabaceae (37), Lauraceae (22), Asteraceae (19), Solanaceae (15), Euphorbiaceae e Salicaceae (11), e Rubiaceae e Rutaceae (9). Os gêneros mais ricos foram: Eugenia (15 espécies), Myrcia (13), Ocotea (11), Solanum (10), Myrceugenia (9) e Miconia (7), e Ilex e Symplocos (6).
Relação de espécies arbóreas e arborescentes levantada por Daniel Saueressig (2012):
328 resultados
- Adoxaceae	-	Sambucus australis Cham. & Schltdl.		-	sabugueiro
- Anacardiaceae	-	Lithraea brasiliensis Marchand		-	bugreiro
- Anacardiaceae	-	Lithraea molleoides (Vell.) Engl.		-	aroeira-branca
- Anacardiaceae	-	Schinus lentiscifolius Marchand		-	aroeirinha
- Anacardiaceae	-	Schinus polygamus (Cav.) Cabrera		-	assobiadeira
- Anacardiaceae	-	Schinus terebinthifolius Raddi		-	aroeira-vermelha
- Annonaceae	-	Annona neosalicifolia H.Rainer		-	ariticum
- Annonaceae	-	Annona rugulosa (Schltdl.) H. Rainer		-	ariticum-de-porco
- Annonaceae	-	Annona sylvatica A. St.-Hil.		-	ariticum
- Annonaceae	-	Guatteria australis A.St.-Hil.		-	pindaíba
- Apocynaceae	-	Aspidosperma australe Müll.Arg.		-	guatambú
- Apocynaceae	-	Aspidosperma pyricollum Müll.Arg.		-	peroba-guatambu
- Apocynaceae	-	Rauvolfia sellowii Müll.Arg.		-	leiterão
- Apocynaceae	-	Tabernaemontana catharinensis DC. 		-	peschiera
- Apocynacecae	-	Aspidosperma polyneuron Müll.Arg.		-	peroba
- Aquifoliaceae	-	Ilex brevicuspis Reissek		-	voadeira
- Aquifoliaceae	-	Ilex dumosa Reissek		-	cauninha
- Aquifoliaceae	-	Ilex microdonta Reissek 		-	caúna
- Aquifoliaceae	-	Ilex paraguariensis A. St.-Hil.		-	erva-mate
- Aquifoliaceae	-	Ilex taubertiana Loes.		-	caúna
- Aquifoliaceae	-	Ilex theizans Mart. ex Reissek		-	caúna
- Araliaceae	-	Oreopanax fulvus Marchal		-	embauvarana
- Araliaceae	-	Schefflera morototoni (Aubl.) Maguire, Steyerm. & Frodin		-	mandiocão
- Araucariaceae	-	Araucaria angustifolia (Bertol.) Kuntze		-	araucária
- Arecaceae	-	Butia eriospatha (Mart. ex Drude) Becc. 		-	butia
- Arecaceae	-	Syagrus romanzoffiana (Cham.) Glassman		-	jerivá
- Arecaceae	-	Trithrinax brasiliensis Mart.		-	palmeira-leque
- Asparagaceae	-	Cordyline spectabilis Kunth & Bouché		-	uvarana
- Asteraceae	-	Grazielia serrata (Spreng.) R.M.King & H.Rob.		-	vassoura
- Asteraceae	-	Baccharis dentata (Vell.) G. Barroso		-	vassourinha
- Asteraceae	-	Baccharis oblongifolia (Ruiz & Pav.) Pers.		-	vassoura-da-folha-fina
- Asteraceae	-	Baccharis oreophila Malme		-	vassoura
- Asteraceae	-	Baccharis semiserrata DC.		-	vassoura-tupichava
- Asteraceae	-	Baccharis uncinella DC.		-	vassourinha-folha-redonda
- Asteraceae	-	Campovassouria bupleurifolia (DC.) R.M. King & H. Rob.		-	vassourinha-folha-fina
- Asteraceae	-	Dasyphyllum spinescens (Less.) Cabrera		-	não-me-toque
- Asteraceae	-	Dasyphyllum tomentosum (Spreng.) Cabrera		-	agulheiro
- Asteraceae	-	Gochnatia polymorpha (Less.) Cabr.		-	cambará
- Asteraceae	-	Kaunia rufescens (Lund ex DC.) R.M. King & H. Rob		-	espinafre-de-árvore
- Asteraceae	-	Piptocarpha angustifolia Dusén ex Malme 		-	vassourão-branca
- Asteraceae	-	Piptocarpha axillaris (Less.) Baker		-	vassourão-cambará
- Asteraceae	-	Raulinoreitzia leptophlebia (B.L.Rob.) R.M.King & H.Rob.		-	vassourão-de-brinco
- Asteraceae	-	Symphyopappus compressus (Gardner) B.L.Rob.		-	vassoura
- Asteraceae	-	Vernonanthura discolor (Spreng.) H.Rob.		-	vassourão-preto
- Asteraceae	-	Vernonanthura montevidensis (Spreng.) H.Rob.		-	vassoura-rosa
- Asteraceae	-	Vernonanthura petiolaris (DC.) H. Rob.		-	vassourão
- Asteraceae	-	Vernonanthura puberula (Less.) H.Rob.		-	vassoura
- Berberidaceae	-	Berberis laurina Thunb.		-	espinho-de-judeu
- Bignoniaceae	-	Cybistax antisyphilitica (Mart.) Mart.		-	ipê-verde
- Bignoniaceae	-	Handroanthus albus (Cham.) Mattos		-	ipê-amarelo
- Bignoniaceae	-	Jacaranda micrantha Cham.		-	caroba
- Bignoniaceae	-	Jacaranda puberula Cham. 		-	carobinha
- Boraginaceae	-	Cordia americana (L.) Gottshling & J.E.Mill.		-	guajuvira
- Boraginaceae	-	Cordia ecalyculata Vell.		-	louro-mole
- Boraginaceae	-	Cordia trichotoma (Vell.) Arráb. ex Steud.		-	louro-pardo
- Canellaceae	-	Cinnamodendron dinisii Schwanke		-	pimenteira
- Cannabaceae	-	Celtis iguanaea (Jacq.) Sarg.		-	taleira
- Cannabaceae	-	Trema micrantha (L.) Blume		-	pau-pólvora
- Cardiopteridaceae	-	Citronella engleriana (Loes.) R.A.Howard		-	congonha-da-serra
- Cardiopteridaceae	-	Citronella gongonha (Mart.) R.A.Howard		-	congonha-do-banhado
- Cardiopteridaceae	-	Citronella paniculata (Mart.) Howard		-	congonha
- Caricaceae	-	Vasconcellea quercifolia A. St.-Hil.		-	mamão-do-mato
- Celastraceae	-	Maytenus aquifolia Mart.		-	espinheira-santa-graúda
- Celastraceae	-	Maytenus boaria Molina		-	choranzinho
- Celastraceae	-	Maytenus evonymoides Reissek		-	tiriveiro
- Celastraceae	-	Maytenus muelleri Schwacke 		-	espinheira-santa
- Clethraceae	-	Clethra scabra Pers.		-	carne-de-vaca
- Clethraceae	-	Clethra uleana Sleumer		-	carne-de-vaca
- Cunoniaceae	-	Lamanonia cuneata (Cambess.) Kuntze.		-	guaraperê-de-rio
- Cunoniaceae	-	Lamanonia ternata Vell.		-	guaraperê
- Cunoniaceae	-	Weinmannia humilis Engl. 		-	gramamunha
- Cunoniaceae	-	Weinmannia paulliniifolia Pohl ex Ser.		-	gramamunha
- Ebenaceae	-	Diospyros inconstans Jacq.		-	pera-do-mato
- Elaeocarpaceae	-	Crinodendron brasiliense Reitz & L.B.Sm.		-	cinzeiro-pataguá
- Elaeocarpaceae	-	Sloanea lasiocoma K.Schum.		-	sapopema
- Ericaceae	-	Agarista niederleinii var. acutifolia Judd		-	agarista
- Erythroxylaceae	-	Erythroxylum deciduum A. St.-Hil.		-	marmeleiro
- Erythrroxylaceae	-	Erythroxylum cuneifolium (Mart.) O.E.Schulz		-	marmeleiro
- Erytrhroxylaceae	-	Erythroxylum myrsinites Mart. 		-	marmeleiro-miúdo
- Escalloniaceae	-	Escallonia bifida Link & Otto		-	canudo de pito
- Euphorbiaceae	-	Actinostemon concolor (Spreng.) Müll.Arg.		-	laranjeira-do-mato
- Euphorbiaceae	-	Alchornea sidifolia Müll.Arg.		-	tapiá-peludo
- Euphorbiaceae	-	Alchornea triplinervia (Spreng.) Müll. Arg.		-	tapiá
- Euphorbiaceae	-	Croton celtidifolius Baill.		-	sangra-d'água
- Euphorbiaceae	-	Croton floribundus Spreng.		-	croton
- Euphorbiaceae	-	Manihot grahamii Hook.		-	mandioca-do-mato
- Euphorbiaceae	-	Sapium glandulosum (L.) Morong		-	leiteiro
- Euphorbiaceae	-	Sebastiania brasiliensis Spreng.		-	leiterinho
- Euphorbiaceae	-	Sebastiania commersoniana (Baill.) L.B. Sm. & Downs		-	branquilho
- Euphorbiaceae	-	Sebastiania schottiana (Müll.Arg.) Müll.Arg.		-	sarandi
- Euphorbiaceae	-	Tetrorchidium rubrivenium Poepp.		-	canemaçu
- Fabaceae	-	Albizia edwallii (Hoehne) Barneby & J.Grimes		-	farinha-seca
- Fabaceae	-	Albizia niopoides (Spruce ex Benth.) Burkart		-	angico-branco
- Fabaceae	-	Anadenanthera colubrina (Vell.) Brenan		-	angico-branco
- Fabaceae	-	Apuleia leiocarpa (Vogel) J.F.Macbr.		-	grápia
- Fabaceae	-	Ateleia glazioviana Baill.		-	timbó
- Fabaceae	-	Bauhinia forficata Link		-	pata-de-vaca
- Fabaceae	-	Calliandra brevipes Benth.		-	caliandra
- Fabaceae	-	Calliandra tweediei Benth.		-	topete-de-cardeal
- Fabaceae	-	Cassia leptophylla Vogel		-	canafístula
- Fabaceae	-	Dalbergia brasiliensis Vogel		-	jacarandá
- Fabaceae	-	Dalbergia frutescens (Vell.) Britton		-	rabo de bugio
- Fabaceae	-	Enterolobium contortisiliquum (Vell.) Morong		-	timbaúva
- Fabaceae	-	Erythrina cristagalli L.		-	cortiçeira-do-banhado
- Fabaceae	-	Erythrina falcata Benth.		-	cortiçeira
- Fabaceae	-	Inga lentiscifolia Benth.		-	ingá
- Fabaceae	-	Inga marginata Willd.		-	ingá-feijão
- Fabaceae	-	Inga sessilis (Vell.) Mart.		-	ingá
- Fabaceae	-	Inga vera Willd. 		-	ingá
- Fabaceae	-	Inga virescens Benth. 		-	ingá-banana
- Fabaceae	-	Lonchocarpus campestris Mart. ex Benth.		-	timbó
- Fabaceae	-	Lonchocarpus cultratus (Vell.) Azevedo-Tozzi & H.C.Lima		-	timbozão
- Fabaceae	-	Lonchocarpus muehlbergianus Hassl.		-	timbó
- Fabaceae	-	Lonchocarpus nitidus (Vogel) Benth.		-	timbózinho
- Fabaceae	-	Machaerium brasiliense Vog.		-	cateretê-peludo
- Fabaceae	-	Machaerium nictitans (Vell. Conc.) Benth.		-	bico-de-pato
- Fabaceae	-	Machaerium paraguariense Hassl.		-	cateretê
- Fabaceae	-	Machaerium scleroxylon Tul.		-	caviúna
- Fabaceae	-	Machaerium stipitatum (DC.) Vogel		-	sapuva
- Fabaceae	-	Mimosa balduinii Burkart 		-	bracatinga-de-espinho
- Fabaceae	-	Mimosa bimucronata (DC.) Kuntze		-	juquiri
- Fabaceae	-	Mimosa regnellii Benth.		-	juquiri
- Fabaceae	-	Mimosa scabrella Benth.		-	bracatinga
- Fabaceae	-	Myrocarpus frondosus Allemão		-	cabreúva
- Fabaceae	-	Parapiptadenia rigida (Benth.) Brenan		-	monjoleiro
- Fabaceae	-	Peltophorum dubium (Spreng.) Taub.		-	canafístula
- Fabaceae	-	Piptadenia gonoacantha (Mart.) J.F.Macbr.		-	pau-jacaré
- Fabaceae	-	Senna multijuga (Rich.) H.S. Irwin & Barneby 		-	chuva-de-ouro
- Lamiaceae	-	Aegiphila brachiata Vell.		-	peloteiro
- Lamiaceae	-	Aegiphila integrifolia (Jacq.) Moldenke		-	pau-de-gaiola
- Lamiaceae	-	Aegiphila obducta Vell.		-	pau-de-gaiola
- Lamiaceae	-	Vitex megapotamica (Spreng.) Moldenke 		-	tarumã
- Lauraceae	-	Cinnamomum amoenum (Nees & Mart.) Kosterm.		-	canela-alho
- Lauraceae	-	Cinnamomum glaziovii (Mez) Kosterm. 		-	canela-crespa
- Lauraceae	-	Cinnamomum sellowianum (Nees & C. Martius ex Nees) Kosterm.		-	canela-branca
- Lauraceae	-	Cryptocarya aschersoniana Mez		-	canela-fogo
- Lauraceae	-	Nectandra grandiflora Nees		-	caneleira
- Lauraceae	-	Nectandra lanceolata Nees		-	canela-amarela
- Lauraceae	-	Nectandra megapotamica (Spreng.) Mez		-	canela-imbuia
- Lauraceae	-	Nectandra oppositifolia Nees		-	canela-ferrugem
- Lauraceae	-	Ocotea bicolor Vattimo-Gil		-	canelinha-fogo
- Lauraceae	-	Ocotea catharinensis Mez		-	canelinha
- Lauraceae	-	Ocotea diospyrifolia (Meisn.) Mez		-	canela
- Lauraceae	-	Ocotea elegans Mez 		-	canela
- Lauraceae	-	Ocotea nutans (Nees) Mez		-	canela
- Lauraceae	-	Ocotea odorifera Rohwer		-	canela-sassafrás
- Lauraceae	-	Ocotea porosa (Nees) Barroso		-	imbuia
- Lauraceae	-	Ocotea puberula (Rich.) Nees		-	canela-guaicá
- Lauraceae	-	Ocotea pulchella (Nees & Mart.) Mez		-	canela-lajeana
- Lauraceae	-	Ocotea silvestris Vattimo-Gil		-	canela
- Lauraceae	-	Ocotea vaccinioides (Meisn.) Mez		-	canela
- Lauraceae	-	Persea alba Nees & Mart.		-	canela-branca
- Lauraceae	-	Persea venosa Nees		-	abacateiro-do-mato
- Lauraceeae	-	Persea willdenovii Kosterm.		-	pau-de-andrade
- Loganiaceae	-	Strychnos brasiliensis (Spreng.) Mart.		-	pula-pula
- Lythraceae	-	Lafoensia vandelliana Cham. & Schltdl.		-	dedalheiro
- Malvaceae	-	Bastardiopsis densiflora (Hook. & Arn.) Hassl.		-	algodoeiro
- Malvaceae	-	Ceiba speciosa (A. St.-Hil.) Ravenna		-	paineira
- Malvaceae	-	Luehea divaricata Mart. & Zucc.		-	açoita-cavalo
- Melastomataceae	-	Miconia cinerascens Miq.		-	pixirica
- Melastomataceae	-	Miconia hiemalis A.St.-Hil. & Naudin ex Naudin		-	pixirica
- Melastomataceae	-	Miconia latecrenata (DC.) Naudin		-	pixiricão
- Melastomataceae	-	Miconia ligustroides (DC.) Naudin 		-	pixirica
- Melastomataceae	-	Miconia petropolitana Cogn.		-	pixirica
- Melastomataceae	-	Miconia ramboi Brade		-	pixirica-do-campo
- Melastomataceae	-	Miconia sellowiana Naudin		-	pixirica
- Melastomataceae	-	Tibouchina sellowiana (Cham.) Cogn.		-	quaresmeira
- Meliaceae	-	Cabralea canjerana (Vell.) Mart.		-	canjerana
- Meliaceae	-	Cedrela fissilis Vell.		-	cedro
- Meliaceae	-	Trichilia casarettoi C.DC.		-	catiguá
- Meliaceae	-	Trichilia claussenii C. DC.		-	catiguá-da-folha-graúda
- Meliaceae	-	Trichilia elegans A. Juss.		-	catiguá-miúdo
- Meliaceae	-	Trichilia pallens C. DC.		-	catiguá-de-encosta
- Monimiaceeae	-	Mollinedia clavigera Tul. 		-	pimenteirinha
- Moraceae	-	Ficus luschnathiana (Miq.) Miq.		-	figueira
- Moraceeae	-	Sorocea bonplandii (Baill.) W.C. Burger, Lanjouw & Boer		-	chincho
- Myrtaceae	-	Pimenta pseudocaryophyllus (Gomes) Landrum		-	craveiro
- Myrtaceae	-	Acca sellowiana (O.Berg) Burret		-	goiaba-serrana
- Myrtaceae	-	Blepharocalyx salicifolius (Kunth) O.Berg		-	murta
- Myrtaceae	-	Calyptranthes concinna DC.		-	guamirim-facho
- Myrtaceae	-	Calyptranthes grandifolia O. Berg		-	caingá-branca
- Myrtaceae	-	Campomanesia guaviroba (DC.) Kiaersk.		-	guabirobinha
- Myrtaceae	-	Campomanesia guazumifolia (Cambess.) O.Berg.		-	sete-capote
- Myrtaceae	-	Campomanesia rhombea O.Berg		-	guaviroba-miúda
- Myrtaceae	-	Campomanesia xanthocarpa O.Berg		-	guabiroba
- Myrtaceae	-	Curitiba prismatica (D.Legrand) Salywon & Landrum		-	murta
- Myrtaceae	-	Eugenia blastantha (O. Berg) D. Legrand		-	eugenia
- Myrtaceae	-	Eugenia brasiliensis Lam.		-	guamirim
- Myrtaceae	-	Eugenia burkartiana (D.Legrand) D.Legrand 		-	guamirim
- Myrtaceae	-	Eugenia chlorophylla O.Berg		-	guamirim-pitanga
- Myrtaceae	-	Eugenia handroana D. Legrand		-	guamirim
- Myrtaceae	-	Eugenia hiemalis Cambess.		-	batinga
- Myrtaceae	-	Eugenia involucrata DC.		-	cerejeira
- Myrtaceae	-	Eugenia kleinii D.Legrand		-	pitangão
- Myrtaceae	-	Eugenia neoverrucosa Sobral		-	guamirim
- Myrtaceae	-	Eugenia platysema O.Berg		-	pitanguinha-preta
- Myrtaceae	-	Eugenia pluriflora DC.		-	guamirim-redondo
- Myrtaceae	-	Eugenia pyriformis Cambess.		-	uvaia
- Myrtaceae	-	Eugenia subterminalis DC.		-	cambuí
- Myrtaceae	-	Eugenia uniflora L.		-	pitanga
- Myrtaceae	-	Eugenia uruguayensis Cambess.		-	cambuí-pitanga
- Myrtaceae	-	Myrceugenia alpigena (DC.) Landrum		-	guamirim
- Myrtaceae	-	Myrceugenia cucullata D.Legrand		-	guamirim
- Myrtaceae	-	Myrceugenia euosma (O.Berg) D. Legrand		-	guamirim-branca
- Myrtaceae	-	Myrceugenia glaucescens (Cambess.) D.Legrand & Kausel		-	guamirim
- Myrtaceae	-	Myrceugenia mesomischa (Burret) D.Legrand & Kausel		-	guamirim
- Myrtaceae	-	Myrceugenia miersiana (Gardner) D. Legrand & Kausel		-	caingá
- Myrtaceae	-	Myrceugenia myrcioides (Cambess.) O.Berg		-	guamirim
- Myrtaceae	-	Myrceugenia ovata (Hook. & Arn.) O.Berg		-	guamirim-da-folha-miúda
- Myrtaceae	-	Myrceugenia oxysepala (Burret) D.Legrand & Kausel		-	guamirim
- Myrtaceae	-	Myrcia amazonica DC.		-	guamirim
- Myrtaceae	-	Myrcia guianensis (Aubl.) DC.		-	Guamirim
- Myrtaceae	-	Myrcia hartwegiana (O.Berg) Kiaersk.		-	guamirim-perta-goela
- Myrtaceae	-	Myrcia hatschbachii D. Legrand		-	caingá-verdadeiro
- Myrtaceae	-	Myrcia hebepetala DC.		-	guamirim-perta-goela
- Myrtaceae	-	Myrcia lajeana D.Legrand		-	cambuí
- Myrtaceae	-	Myrcia laruotteana Cambess.		-	cambuí
- Myrtaceae	-	Myrcia multiflora (Lam.) DC.		-	cambuí-verde
- Myrtaceae	-	Myrcia oblongata DC.		-	guamirim
- Myrtaceae	-	Myrcia palustris DC.		-	guamirim-perta-goela
- Myrtaceae	-	Myrcia pulchra (O.Berg) Kiaersk.		-	guamirim
- Myrtaceae	-	Myrcia retorta Cambess.		-	guamirim-cascudo
- Myrtaceae	-	Myrcia selloi (Spreng.) N. Silveira		-	cambuí
- Myrtaceae	-	Myrcia splendens (Sw.) DC.		-	guamirim-chorão
- Myrtaceae	-	Myrcianthes gigantea (D. Legrand) D. Legrand		-	pau-pelado
- Myrtaceae	-	Myrcianthes pungens (O.Berg) D. Legrand		-	guabijú
- Myrtaceae	-	Myrciaria delicatula (DC.) O.Berg		-	araçá-do-mato
- Myrtaceae	-	Myrciaria floribunda (West ex Willd.) O. Berg		-	cambuí
- Myrtaceae	-	Myrciaria tenella (DC.) O. Berg		-	cambuizinho
- Myrtaceae	-	Myrrhinium atropurpureum Schott		-	murtilho
- Myrtaceae	-	Neomitranthes gemballae (D.Legrand) D.Legrand		-	pitanga-preta
- Myrtaceae	-	Plinia peruviana (Poir.) Govaerts		-	jabuticabeira
- Myrtaceae	-	Psidium cattleianum Sabine 		-	araçá
- Myrtaceae	-	Psidium longipetiolatum D. Legrand 		-	guamirim-folha-graúda
- Myrtaceae	-	Siphoneugena reitzii D.Legrand		-	cambuí
- Nyctaginaceae	-	Pisonia zapallo Griseb. 		-	anzol-de-lontra
- Oleaceae	-	Chionanthus filiformis (Vell.) P.S. Green		-	pitaguará
- Opiliaceae	-	Agonandra excelsa Griseb.		-	umbuzinho
- Pentaphylacaceae	-	Ternstroemia brasiliensis Cambess.		-	pinta-noiva
- Phytolaccaceae	-	Phytolacca dioica L.		-	umbu
- Picramniaceae	-	Picramnia parvifolia Engl.		-	pau-amargo
- Podocarpaceae	-	Podocarpus lambertii Klotzsch ex Endl. 		-	pinheiro-bravo
- Polygonaceae	-	Ruprecthia laxiflora Meisn.		-	tipo Guaçatunga
- Primulaceae	-	Myrsine coriacea (Sw.) R. Br.		-	capororoquinha
- Primulaceae	-	Myrsine laetevirens (Mez) Arechav.		-	capororoca
- Primulaceae	-	Myrsine loefgrenii (Mez) Imkhan.		-	capororoca-miúda
- Primulaceae	-	Myrsine umbellata Mart.		-	capororocão
- Proteaceae	-	Roupala montana var. brasiliensis (Klotzsch) K.S.Edwards		-	carvalho
- Quillajaceae	-	Quillaja brasiliensis (A.St.-Hil. & Tul.) Mart.		-	saboneteira
- Rhamnaceae	-	Rhamnus sphaerosperma Sw. 		-	fruto-de-pombo
- Rhamnaceae	-	Rhamnus sphaerosperma var. pubescens (Reissek) M.C.Johnst.		-	fruto-de-pombo
- Rhamnaceae	-	Scutia buxifolia Reissek		-	scutia
- Rosaceae	-	Prunus brasiliensis (Cham. & Schltdl.) D.Dietr.		-	pessegueiro-bravo
- Rosaceae	-	Prunus myrtifolia (L.) Urb. 		-	pessegueiro-bravo
- Rubiaceae	-	Bathysa australis (A.St.-Hil.) K.Schum. 		-	macuqueiro
- Rubiaceae	-	Cordiera concolor (Cham.) Kuntze		-	tipo-jasmin
- Rubiaceae	-	Coussarea contracta (Walp.) Müll. Arg.		-	jasmin
- Rubiaceae	-	Coutarea hexandra (Jacq.) K. Schum.		-	quina-quina
- Rubiaceae	-	Guettarda uruguensis Cham. & Schltdl.		-	veludinho
- Rubiaceae	-	Psychotria vellosiana Benth.		-	jasmin
- Rubiaceae	-	Randia ferox (Cham. & Schltdl.) DC. 		-	limoeiro-do-mato
- Rubiaceae	-	Rudgea jasminoides (Cham.) Müll. Arg.		-	jasmin
- Rubiaceae	-	Rudgea parquioides (Cham.) Müll.Arg.		-	jasmin
- Rutaceae	-	Balfourodendron riedelianum (Engl.) Engl. 		-	pau-marfim
- Rutaceae	-	Esenbeckia febrifuga (A.St.-Hil.) A. Juss. ex Mart.		-	pau-marfin-miúdo
- Rutaceae	-	Esenbeckia grandiflora Mart.		-	canela-de-cutia
- Rutaceae	-	Helietta apiculata Benth.		-	canela-de-veado
- Rutaceae	-	Hennecartia omphalandra J. Poiss.		-	gema-de-ovo
- Rutaceae	-	Zanthoxylum fagara (L.) Sarg.		-	mamica-de-espora
- Rutaceae	-	Zanthoxylum kleinii (R.S.Cowan) P.G.Waterman		-	juvevê
- Rutaceae	-	Zanthoxylum petiolare A. St.-Hil. & Tul. 		-	manica-de-cadela
- Rutaceae	-	Zanthoxylum rhoifolium Lam.		-	mamica-de-cadela
- Salicaceae	-	Banara parviflora (A. Gray) Benth.		-	cambroé
- Salicaceae	-	Banara tomentosa Clos		-	cambroé
- Salicaceae	-	Casearia decandra Jacq.		-	guaçatunga
- Salicaceae	-	Casearia lasiophylla Eichler		-	guaçatunga-graúda
- Salicaceae	-	Casearia obliqua Spreng.		-	guaçatunga-vermelha
- Salicaceae	-	Casearia sylvestris Sw.		-	guaçatunga-preta
- Salicaceae	-	Prockia crucis P. Browne ex L.		-	guaçatunga-coração
- Salicaceae	-	Salix humboldtiana Willd.		-	salgueiro
- Salicaceae	-	Xylosma ciliatifolia (Clos) Eichler		-	sucará
- Salicaceae	-	Xylosma pseudosalzmanii Sleumer		-	sucará
- Salicaceae	-	Xylosma tweediana (Clos) Eichler		-	sucará-folha-graúda
- Sapindaceae	-	Allophylus edulis (A.St.-Hil., Cambess. & A. Juss.) Radlk.		-	vacum
- Sapindaceae	-	Allophylus guaraniticus (A. St.-Hil.) Radlk.		-	vacumzinho
- Sapindaceae	-	Allophylus petiolulatus Radlk.		-	vacum-folha-larga
- Sapindaceae	-	Allophylus puberulus (Cambess.) Radlk.		-	vacum-folha-peluda
- Sapindaceae	-	Cupania vernalis Cambess.		-	cuvatã
- Sapindaceae	-	Diatenopteryx sorbifolia Radlk.		-	maria-preta
- Sapindaceae	-	Matayba elaeagnoides Radlk.		-	miguel-pintado
- Sapotaceae	-	Chrysophyllum gonocarpum (Mart. & Eichler) Engl.		-	guatambú-da-folha-larga
- Sapotaceae	-	Chrysophyllum marginatum (Hook. & Arn.) Radlk.		-	aguaí
- Sapotaceae	-	Pouteria beaurepairei (Glaz. & Raunk.) Baehni		-	pelote-de-macaco
- Sapotaceae	-	Pouteria salicifolia (Spreng.) Radlk.		-	pouteria
- Schoepfiaceae	-	Schoepfia brasiliensis A.DC.		-	matilde
- Simaroubaceae	-	Picrasma crenata (Vell.) Engl.		-	tenente-josé
- Solanaceae	-	Aureliana wettsteiniana (Witasek) Hunz. & Barbosa		-	fumeirinho
- Solanaceae	-	Brunfelsia pilosa Plowman 		-	manacá
- Solanaceae	-	Cestrum intermedium Sendtn.		-	cestrum
- Solanaceae	-	Sessea regnellii Taub.		-	sessea
- Solanaceae	-	Solanum bullatum Vell.		-	fumeiro-alho
- Solanaceae	-	Solanum compressum L.B. Sm. & Downs 		-	fumeiro
- Solanaceae	-	Solanum granulosoleprosum Dunal		-	fumeiro
- Solanaceae	-	Solanum mauritianum Scop.		-	fumo-bravo
- Solanaceae	-	Solanum pabstii L.B. Sm. & Downs		-	coerana-branca
- Solanaceae	-	Solanum pseudoquina A. St.-Hill.		-	quina-branca
- Solanaceae	-	Solanum reitzii L.B.Sm. & Downs		-	fumeiro
- Solanaceae	-	Solanum sanctaecatharinae Dunal		-	canema
- Solanaceae	-	Solanum swartzianum Roem. & Schult.		-	fumeirinho
- Solananecae	-	Solanum variabile Mart. 		-	fumeiro
- Solananecae	-	Vassobia breviflora (Sendtn.) Hunz.		-	espora-de-galo
- Styracaceae	-	Styrax leprosus Hook. & Arn.		-	canela-raposa
- Symplocaceae	-	Symplocos glandulosomarginata Hoehne		-	maria-mole
- Symplocaceae	-	Symplocos pentandra Occhioni		-	sete-sangrias
- Symplocaceae	-	Symplocos pustulosa Aranha		-	orelha-de-onça
- Symplocaceae	-	Symplocos tenuifolia Brand		-	maria-mole
- Symplocaceae	-	Symplocos tetrandra Mart.		-	sete-sangrias
- Symplocaceae	-	Symplocos uniflora (Pohl) Benth.		-	maria-mole
- Theaceae	-	Laplacea fruticosa (Schrad.) Kobuski		-	santa-rita
- Thymelaeaceae	-	Daphnopsis racemosa Griseb.		-	embira
- Urticaceae	-	Boehmeria macrophylla Hornem. 		-	urtiga-mansa
- Urticaceae	-	Cecropia pachystachya Trécul		-	embaúba
- Urticaceae	-	Urera baccifera (L.) Gaudich.		-	urtigão
- Verbenaceae	-	Aloysia virgata (Ruiz & Pav.) Juss.		-	cambarazinho
- Verbenaceae	-	Citharexylum solanaceum Cham.		-	tucaneira
- Verbenaceae	-	Duranta vestita Cham.		-	baga-de-pomba
- Winteraceae	-	Drimys angustifolia Miers		-	catainha
- Winteraceae	-	Drimys brasiliensis Miers		-	cataia

## Tipos de vegetação
A mata de araucárias é uma Floresta Temperada que ocorre na região sul do Brasil e norte da Argentina e é predominantemente formada por araucárias de onde vem o seu nome Mata de Araucárias.

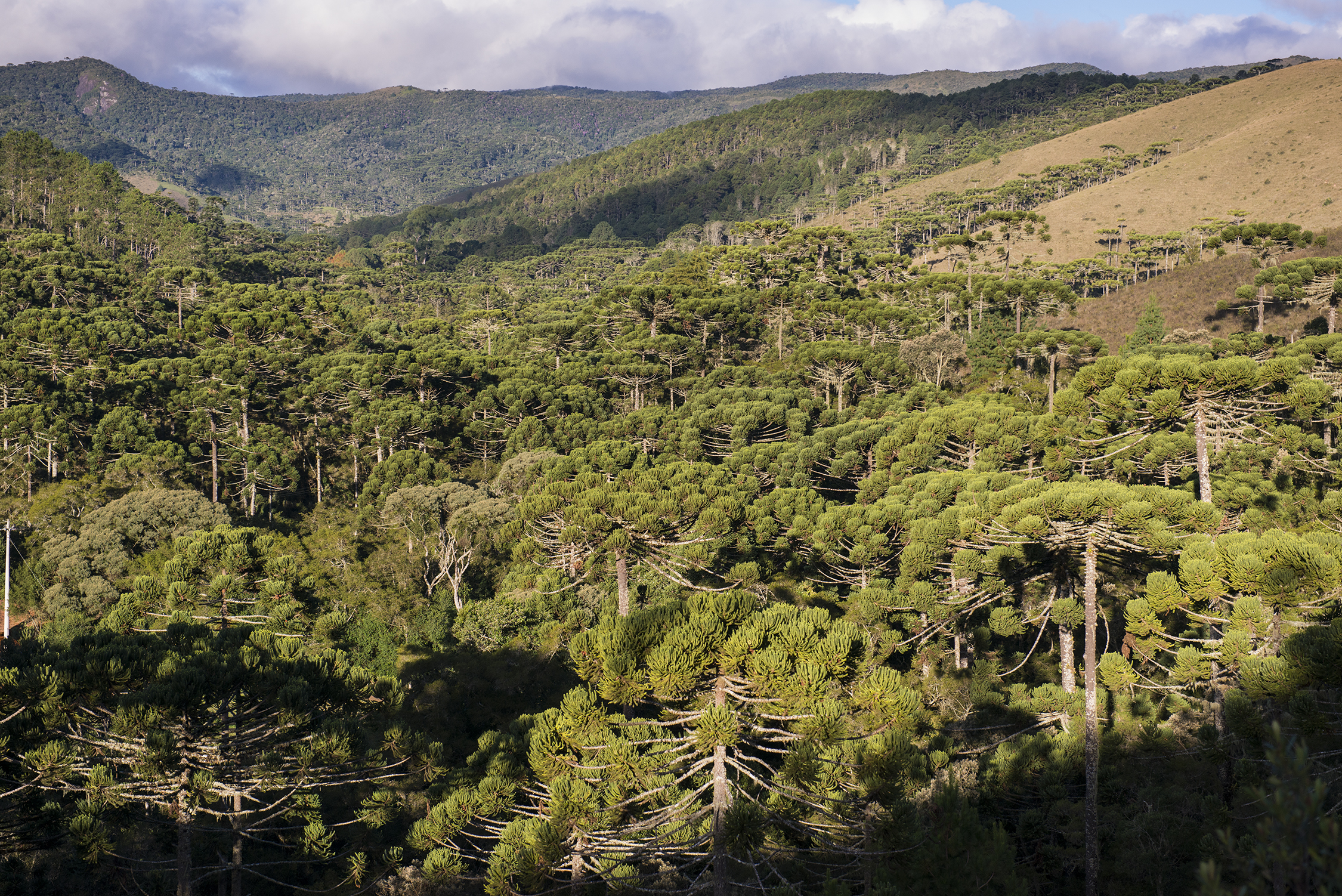
Floresta de Araucárias em Campos do Jordão-SP

Para Stellfeld (1949), a região sul-brasileira da araucária, ou "Araucarilândia", pode ser dividida em:
- Zona das matas
- Zona dos campos

De acordo com o IBGE (2012), os tipos de floresta ombrófila mista são:
- floresta ombrófila mista aluvial
- floresta ombrófila mista submontana
- floresta ombrófila mista montana
- Floresta ombrófila mista alto-montana

## Ecologia

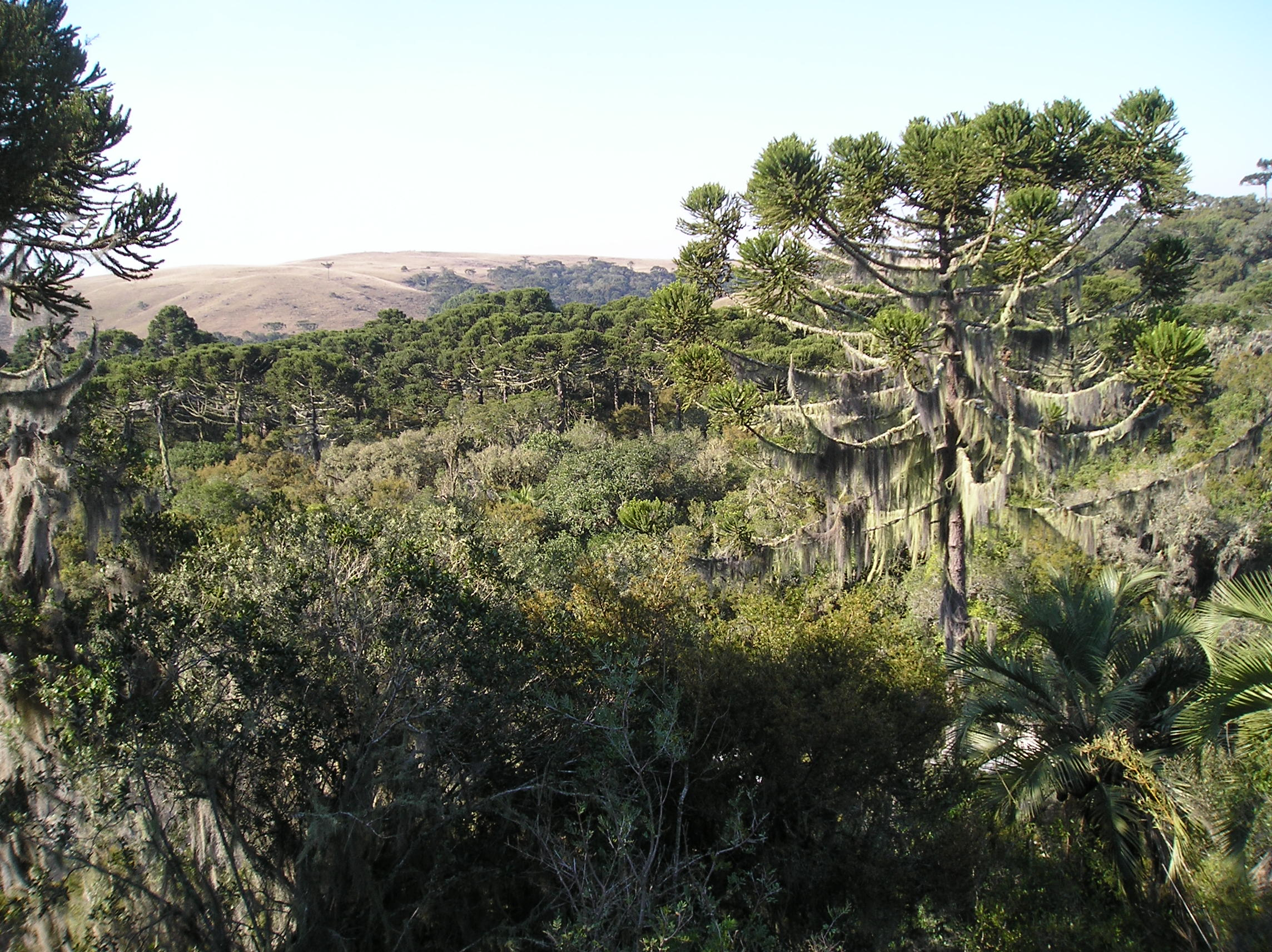
Floresta com Araucária

As Florestas Ombrófilas Mistas apresentam dois estratos formados pelas copas das árvores. O primeiro estrato é mais baixo e é formado pelas copas de todas as espécies de árvores angiospermas (plantas que produzem flores e frutos, além de sementes). O outro é o estrato formado pelas araucárias (Araucaria angustifolia), que são gimnospermas (plantas mais primitivas, que produzem sementes mas não flores nem frutos). O estrato das araucárias é quase sempre mais alto do que o estrato das angiospermas, o que faz das Florestas Ombrófilas Mistas sistemas de dois componentes (gimnospermas-angiospermas).
Dependendo do clima e da posição geográfica de sua localização, as Florestas Ombrófilas Mistas apresentam conjuntos diferentes de espécies de árvores. De modo geral, a maioria das espécies tem origem nas regiões tropicais da Mata Atlântica. Nas regiões mais altas e frias da Serra Geral, aumenta a abundância de espécies com origem no sul da América do Sul (incluindo as próprias araucárias), região também mais fria e que geologicamente esteve ligada à Antártica e à Oceania. Já nas regiões menos elevadas e que experimentam verões mais quentes e invernos menos frios, a Floresta Ombrófila Mista apresenta muitas espécies com origem no Brasil central e leste, indicando um corredor de migração destas espécies desde o final do último período glacial.

## Conservação

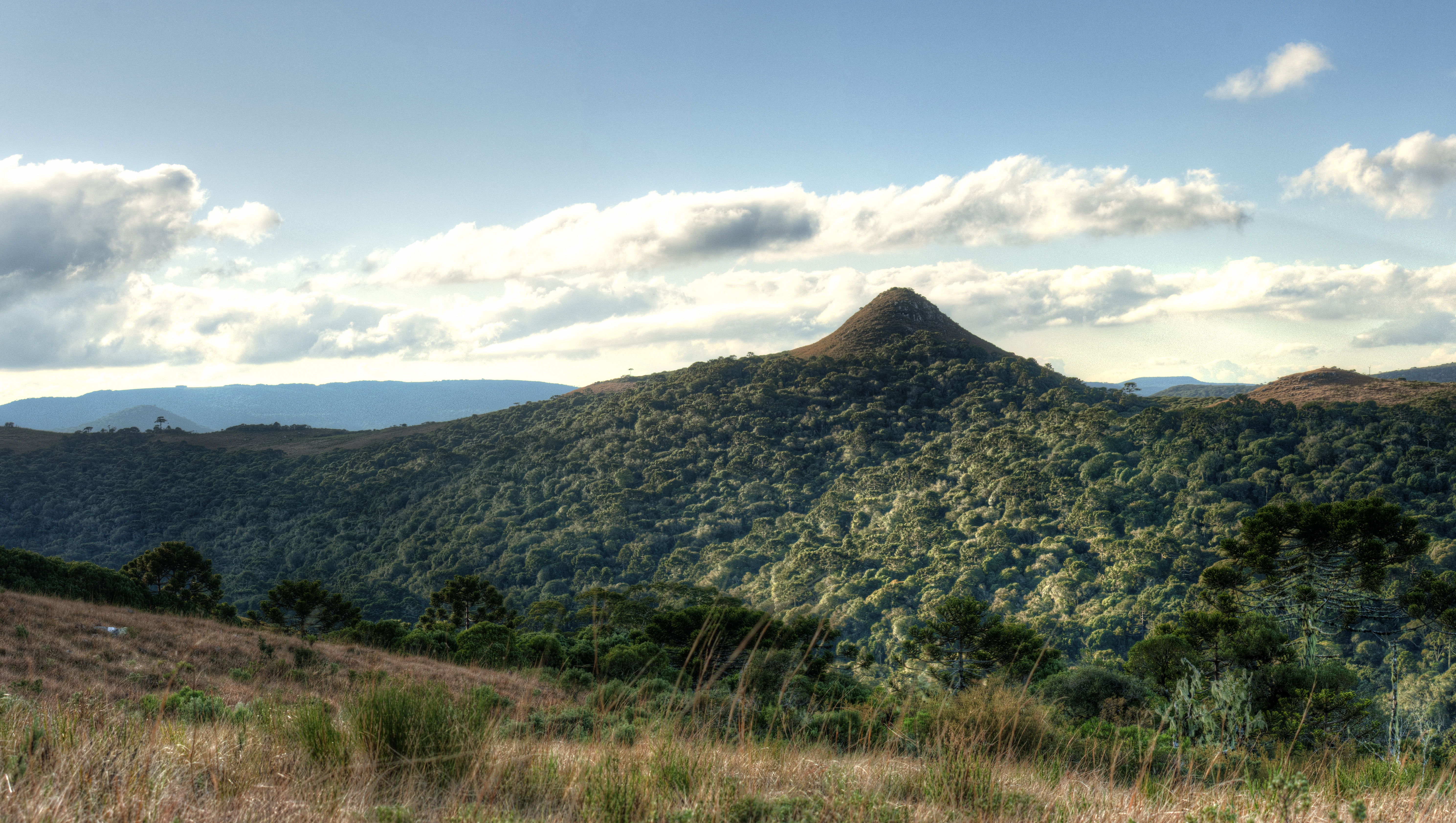
Paisagem do Parque Nacional de São Joaquim

As Florestas Ombrófilas Mistas encontram-se reduzidas a 12,6% de sua extensão original. Esta porção restante encontra-se em elevado grau de fragmentação, com a maioria de seus remanescentes reduzidos a pequenos fragmentos florestais (mais de 80% tem menos do que 50 hectares) encontrados em fazendas em meio a pastagens e campos agrícolas.
Um estudo realizado em fragmentos de Floresta Ombrófila Mista descobriu que a maior parte da biodiversidade arbórea da região encontrava-se reunido na principal reserva florestal da região, e que os fragmentos espalhados nas fazendas ao redor continham um subconjunto menor de espécies, além de apresentar falta generalizada de araucárias e muitas vezes sinais de degradação florestal.
Segundo os autores estes resultados indicam ao mesmo tempo a importância das reservas florestais, a capacidade dos fragmentos de persistir mantendo uma parte da biodiversidade das Florestas Ombrófilas Mistas, e a necessidade de regulamentar e proteger os fragmentos nas propriedades rurais.
Algumas das unidades de conservação da Mata das Araucárias são: Floresta Nacional de Canela, Floresta Nacional Chapecó, Floresta Nacional de Caçador, Floresta Nacional de Irati, Floresta Nacional de Passo Fundo, Parque Nacional de São Joaquim, Parque Estadual Bosque das Araucárias, Parque Estadual do Caracol, Parque Nacional da Serra Geral, Parque Nacional de Aparados da Serra, Reserva Biológica das Araucárias, dentre outras.

## Manejo

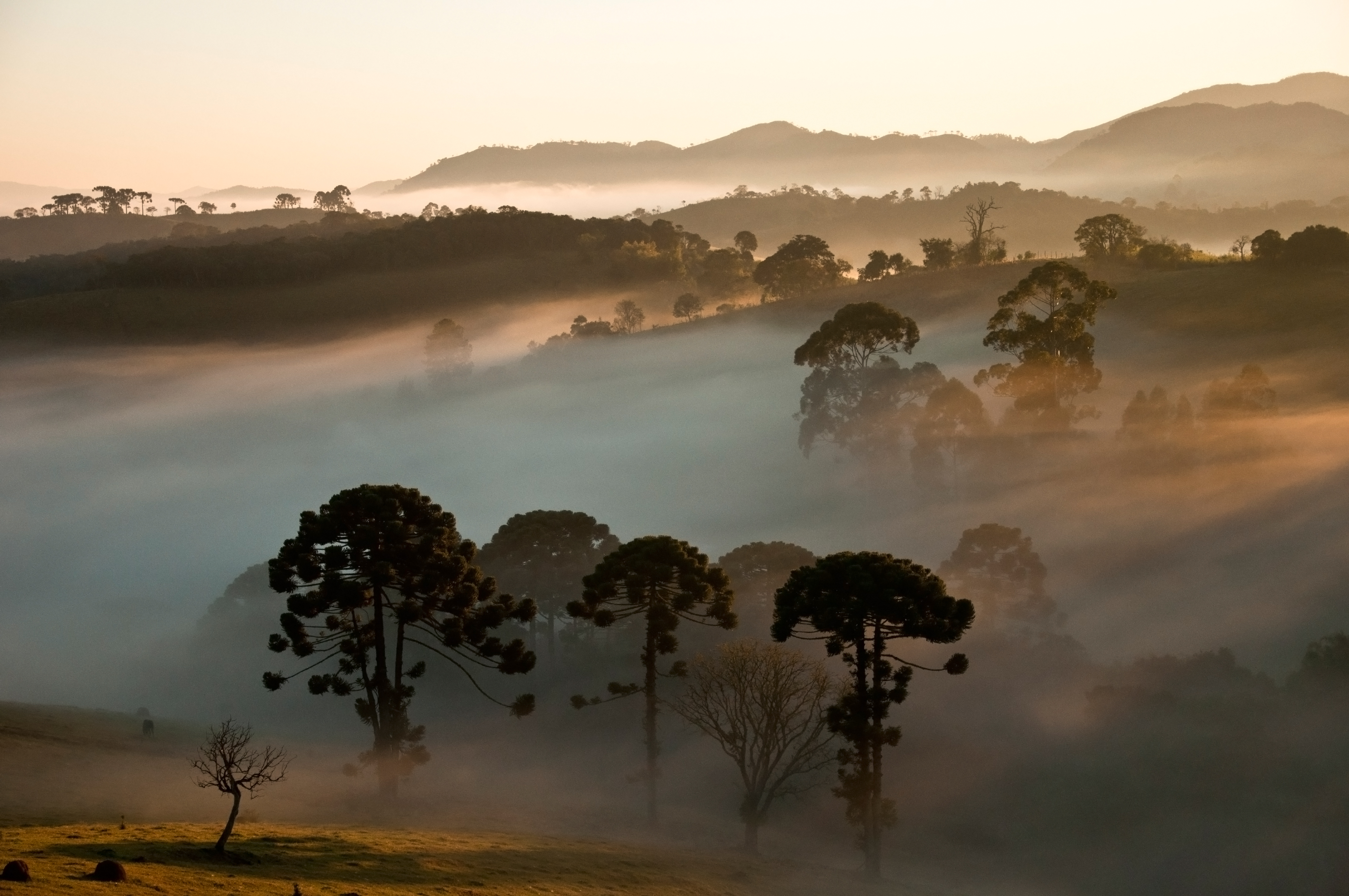
Parque Nacional da Serra da Bocaina

Segundo Souza et al, após a ocorrência de ciclos econômicos de desmatamento, extração de madeira e usos múltiplos (recreação, plantio de erva-mate, forrageio complementar ao gado) de fragmentos de Florestas Ombrófilas Mistas, o governo brasileiro proibiu a exploração comercial das principais espécies madeireiras. Críticos argumentam que a proibição de manejo para extração madeireira desvaloriza os fragmentos florestais em terras privadas e estimula o desmatamento ilegal ou a degradação através do fogo e do uso pelo gado. Pesquisas recentes constataram que populações de Araucárias parecem não ser capazes de se recuperar da perturbação que a extração seletiva de madeira representa. Este resultado sugere que apenas as árvores angiospermas (que dão flores e frutos além de sementes) podem ser capazes de se recuperar da extração seletiva. Sugere também que a extração madeireira de araucárias degrada os remanescentes de Florestas Ombrófilas Mistas porque elimina sua espécie mais dominante e característica, com consequências severas e negativas para a fauna diversificada que se alimenta das sementes das araucárias.

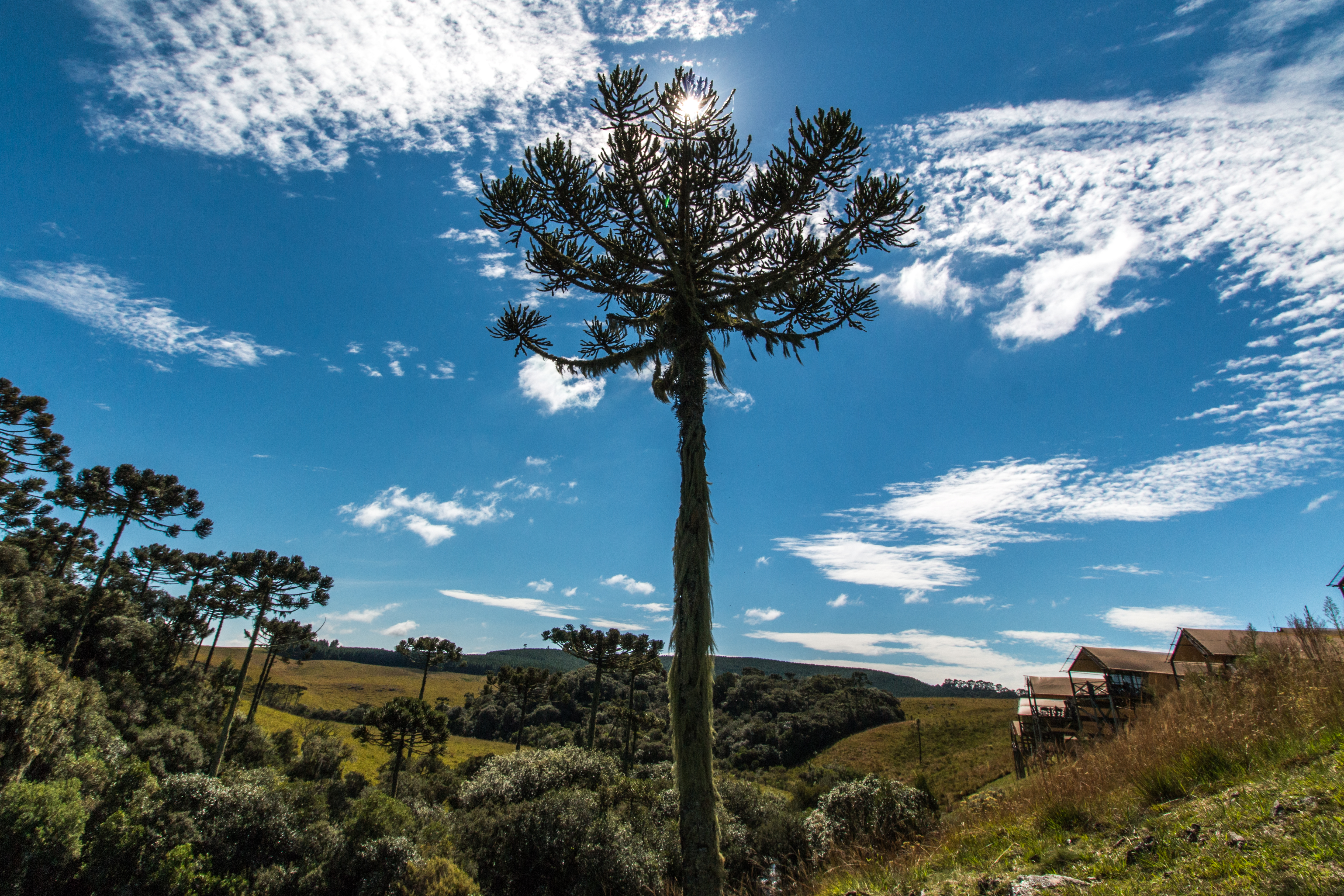
Araucária na Serra Gaucha

Foi sugerido que uma forma promissora de recuperar a produção madeireira de araucárias nas propriedades privadas seria a promoção de plantações comerciais de araucárias, e que um plano nacional é necessário para promover a cadeia produtiva relacionada aos sub-produtos das araucárias (madeira, polpa, resina, sementes). Souza et al. sugeriram dez diretrizes para tornar o manejo de fragmentos de Floresta Ombrófila Mista mais científico, sustentável e rentável para os proprietarios:
(a) Reduzida intensidade de extração de madeira, possivelmente para até 15% da área basal de cada trecho a ser explorado;
(b) Adoção de planejamento cuidadoso de estratégias de extração para minimizar os impactos operacionais durante a derrubada e o arraste dos troncos, como a extração de impacto reduzido;
(c) Adoção de tempos de rotação (tempo que um trecho floresta exporado deve ficar em repouso após sofrer extração seletiva de madeira) de pelo menos 55 anos, portanto maiores do que os empregados em plantações experimentais de araucárias (45 anos);

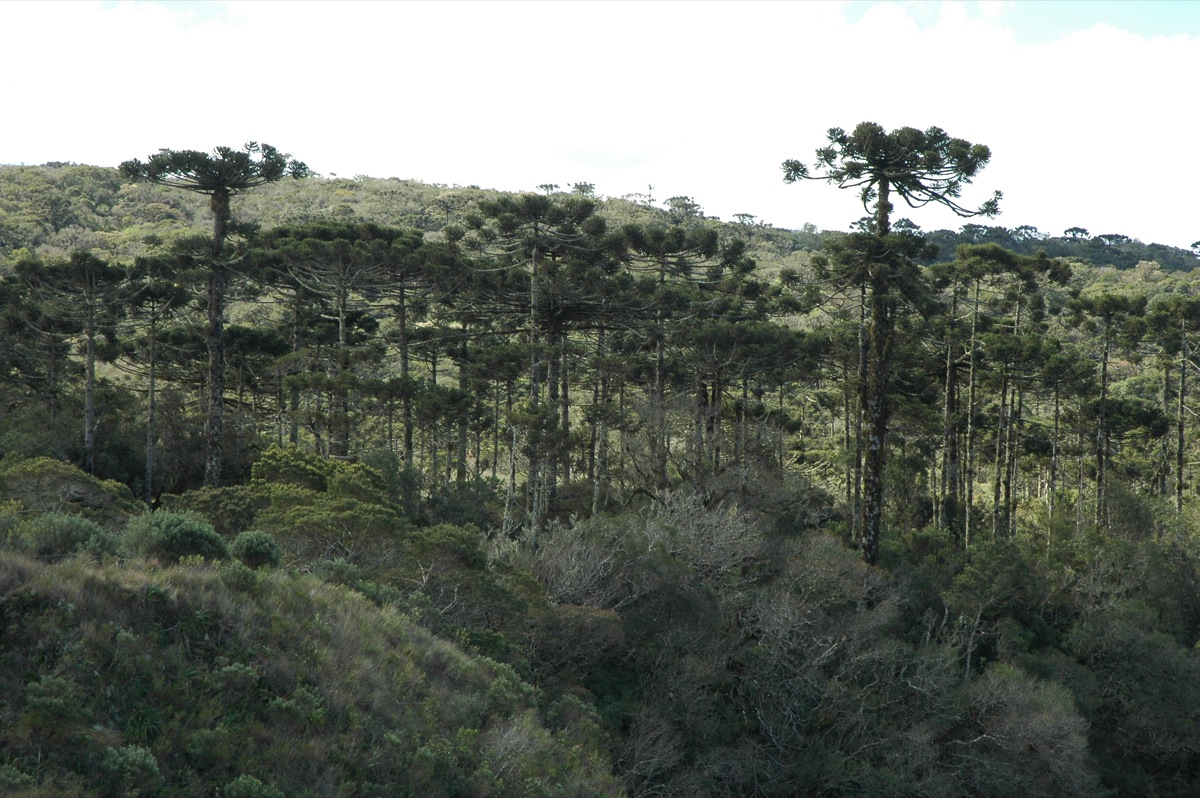
Parque Nacional Aparados da Serra

(d) Reservar pelo menos 10% ou um mínimo de 25 hectares (o que for maior) de cada fragmento manejado como refúgio não explorado para a conservação de espécies e fonte de recolonização para os trechos explorados.
(e) Restrição do manejo florestal a fragmentos maiores do que 100 hectares, para minimizar o risco de colapso por avanço de bordas;
(f) Exploração sustentável de produtos florestais não madeiráveis como mel, erva-mate, plantas ornamentais, entre outros;
(g) Desenvolvimento do ecoturismo regional e local;
(h) Regulação e generalização do pagamento aos proprietários de fragmentos florestais nativos pelos serviços ecossistêmicos prestados por estes fragmentos;
(i) Exclusão do gado dos fragmentos, de forma a permitira manutenção da biodiversidade do sub-bosque florestal assim como a regeneração das espécies arbóreas
(j) Restringir o acesso humano que não seja do ecoturismo de forma a evitar ações de degradação como fogo e a caça.